# Манисти (Мичиген)
Манисти (енгл. Manistee) град је у америчкој савезној држави Мичиген. По попису становништва из 2010. у њему је живело 6.226 становника.

## Демографија
Према попису становништва из 2010. у граду је живело 6.226 становника, што је 360 (5,5%) становника мање него 2000. године.
| Група             | 2000.         | 2010.         |
| Белци             | 6.183 (93,9%) | 5.575 (89,5%) |
| Афроамериканци    | 22 (0,3%)     | 30 (0,5%)     |
| Азијати           | 34 (0,5%)     | 26 (0,4%)     |
| Хиспаноамериканци | 145 (2,2%)    | 209 (3,4%)    |
| Укупно            | 6.586         | 6.226         |